# Тьель-сюр-Аколен
Тьель-сюр-Аколе́н (фр. Thiel-sur-Acolin) — коммуна во Франции, находится в регионе Овернь. Департамент коммуны — Алье. Входит в состав кантона Шевань. Округ коммуны — Мулен.
Код INSEE коммуны — 03283.

## Население
Население коммуны на 2008 год составляло 973 человека.
| 1962 | 1968 | 1975 | 1982 | 1990 | 1999 | 2008 |
| ---- | ---- | ---- | ---- | ---- | ---- | ---- |
| 1253 | 1192 | 1168 | 1083 | 1032 | 925  | 973  |

## Экономика
В 2007 году среди 607 человек в трудоспособном возрасте (15—64 лет) 446 были экономически активными, 161 — неактивными (показатель активности — 73,5 %, в 1999 году было 65,0 %). Из 446 активных работали 414 человек (238 мужчин и 176 женщин), безработных было 32 (10 мужчин и 22 женщины). Среди 161 неактивных 35 человек были учениками или студентами, 56 — пенсионерами, 70 были неактивными по другим причинам.